# واژگان سیسیلی
واژگان سیسیلی (به [Vocabolario siciliano] Error: {{Lang-xx}}: متن دارای نشانه‌گذاری ایتالیک است (راهنما)) یک واژه‌نامهٔ پنج‌جلدی با بیش از ۵۰۰۰ برگ دربارهٔ زبان سیسیلی است. این کتاب توسط پروفسور جورجو پیچیتو نوشته شده‌است و از سال ۱۹۷۷ تا ۲۰۰۲ با حمایت مالی منطقهٔ سیسیل و شورای ملی تحقیقات منتشر شده‌است. این اثر یکی از آثار برجسته به زبان سیسیلی به‌شمار می‌رود.